# Лобненская улица
Ло́бненская улица (название утверждено 23 января 1964 года) — улица в Северном административном округе города Москвы на территории Дмитровского района.

## Расположение

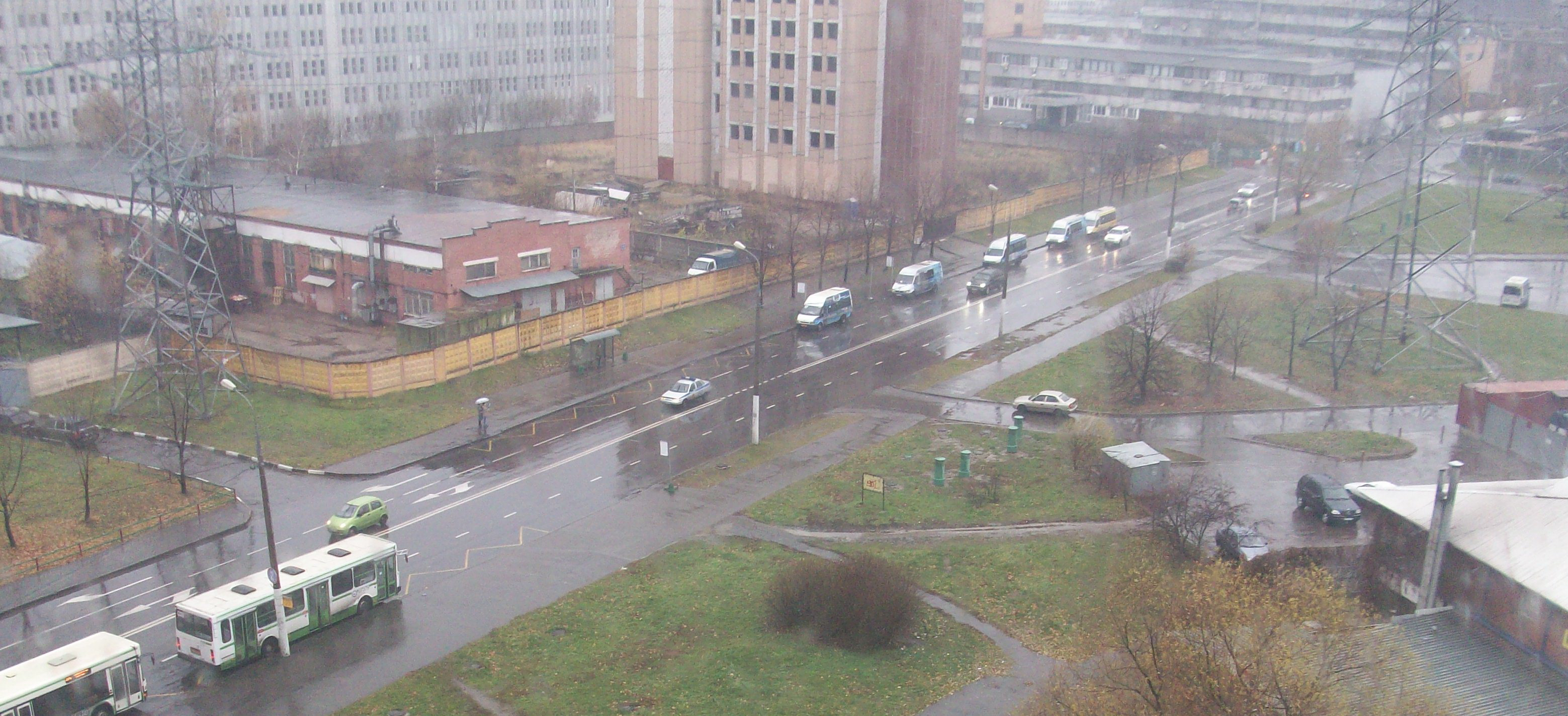
Лобненская улица в 2010 году

Расположена между Дмитровским шоссе и Вагоноремонтной улицей.

## Происхождение названия
Названа в 1964 году по подмосковному городу Лобня в связи с расположением улицы на севере Москвы.

## Учреждения и организации
Нечётная сторона:
- № 13а — стадион «Молния».

Чётная сторона:
- № 2а — Детский сад № 1631.
- № 4 — Почта России — отделение № 411-127411.
- № 4а — ТРЦ «Зиг-Заг», торговый дом «Перекрёсток», магазин «Fix Price».
- № 6 — универсам «Пятёрочка».
- № 10 — Городская клиническая больница № 81.
- № 14 — универсам Супер Лента.
- № 14б — универсам «Магнит».
- № 18 — ГК «Деловые Линии».
- № 20 — Отделение регистрации МО ГИБДД ТНРЭР № 1 ГУ МВД России по г. Москве.

## Транспорт

### Автобусы
По Лобненской улице проходят следующие маршруты автобусов (данные на 10 января 2025 года):
- № м40 — Лобненская улица —  Китай-город
- № 149 —  Дегунино — Коровино
- № 206 — Лобненская улица —  Селигерская
- № 270 — Лобненская улица —  Речной вокзал
- № 559 —  Ховрино — Улица Корнейчука
- № м44 — Лобненская улица — Платформа Лось
- № 928 — Станция Лосиноостровская — МЦД Грачёвская